# Scraptia cribripennis
Scraptia cribripennis es una especie de coleóptero de la familia Scraptiidae.

## Distribución geográfica
Habita en el sur de África.